# Paul Hawley
Paul Granville Scott Hawley (ur. 24 października 1980) – kanadyjski muzyk rockowy, perkusista zespołu Hot Hot Heat. 
W 1998 spotkał Steve'a Baysa i Dustina Hawthornea, przyszłych członków Hot Hot Heat. Rok później kupił Baysowi keyboard.